# Ernesto Pirovano

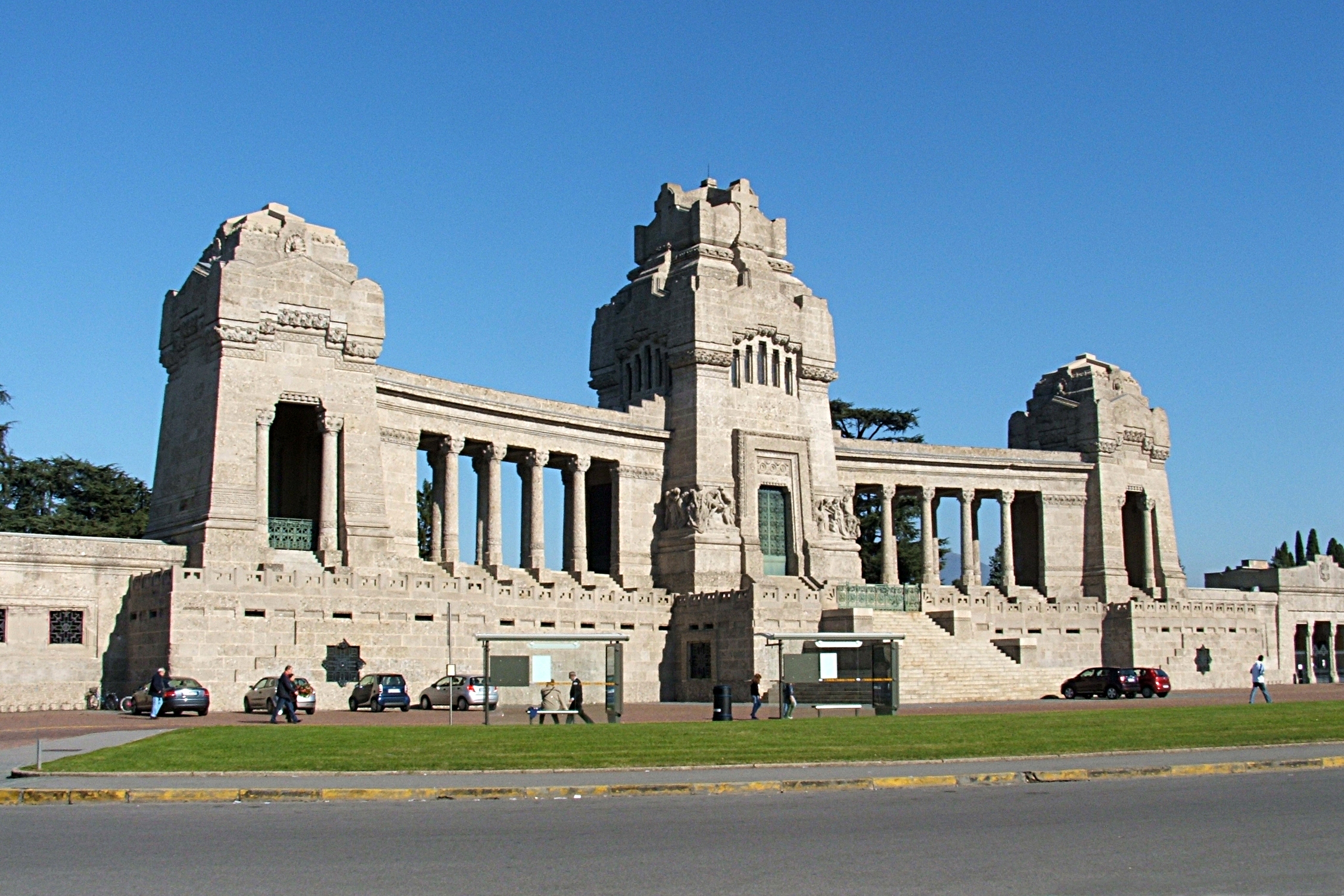
Cimitero monumentale di Bergamo, 1897-1913

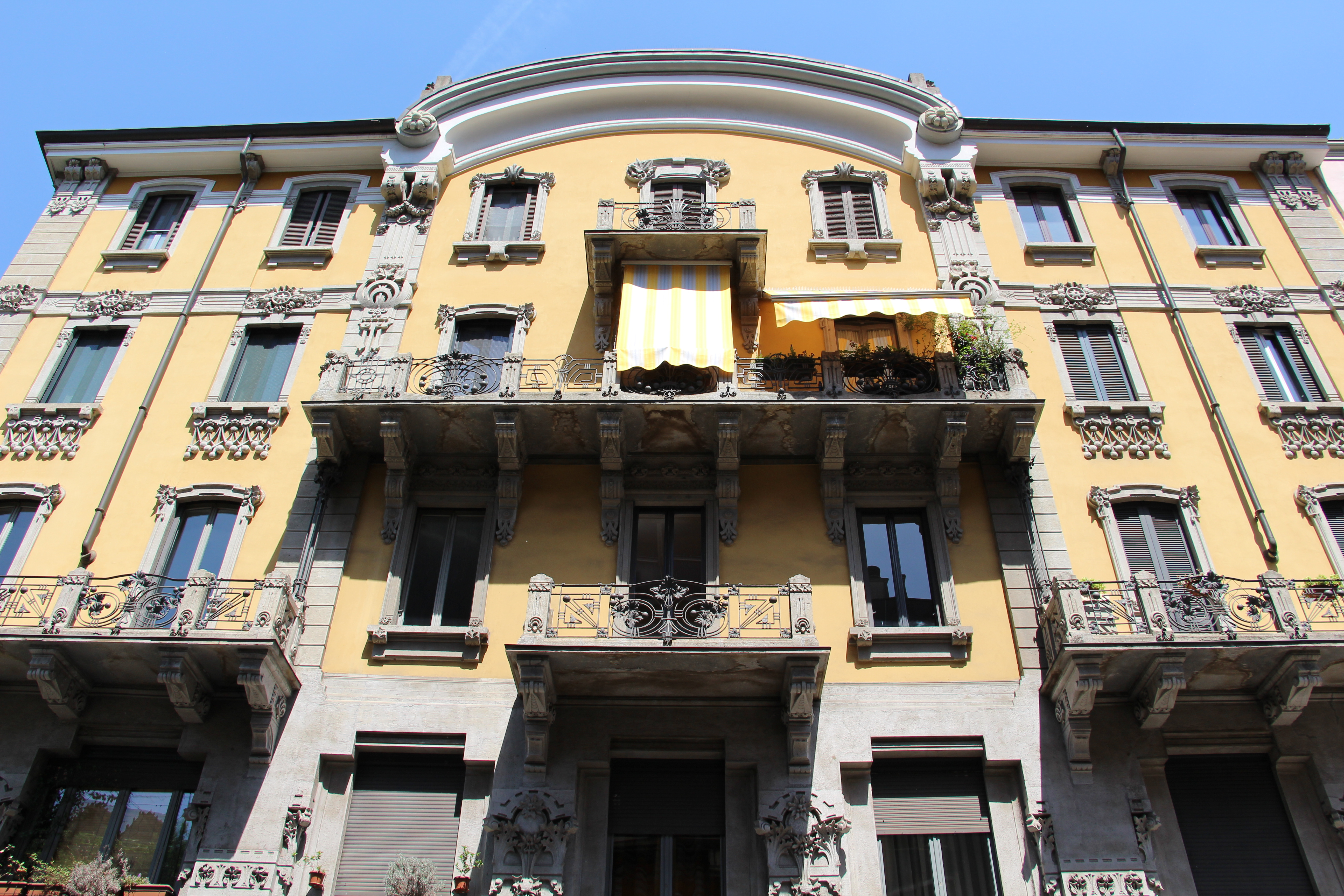
Casa Bogani, Milano, 1907

Ernesto Pirovano (Milano, 30 marzo 1866 – Milano, 29 dicembre 1934) è stato un architetto italiano modernista che ha operato prevalentemente in Lombardia, in particolare a Milano e Bergamo.

## Biografia
Nato in una famiglia artigiana di Milano (il padre aveva una bottega di intaglio del legno, la madre veniva da una famiglia di lavoratori del rame), Ernesto Pirovano studia ornato e architettura all'Accademia di Brera. Prosegue quindi come apprendista dell'architetto Angelo Colla, lavorando al restauro della Basilica di San Calimero e della facciata della Chiesa di Santa Maria al Paradiso.
Tramite Colla, Pirovano entra in contatto con gli industriali Crespi, di Busto Arsizio, per i quali completa una villa a Orta San Giulio (1892-94), una seconda villa a Crespi d'Adda (1894), un edificio in via Borgonuovo a Milano (1895-96), e infine la progettazione urbanistica e architettonica dell'intero villaggio operaio di Crespi d'Adda, città ideale attorno al cotonificio - uno degli esempi meglio conservati al mondo di archeologia industriale e Patrimonio dell'umanità dell'UNESCO dal 1995. Tutte le decorazioni in ferro sono sempre realizzate dall'artista Alessandro Mazzucotelli, Pirovano si occupò anche di decorare le case dei dirigenti con motivi pseudomedievali. Il lavoro di Pirovano a Crespi d'Adda continua fino al 1921-1925, periodo in cui realizza i villini per i capireparto.
Dai primi del Novecento, Pirovano si accosta allo stile Art Nouveau, realizzando vari edifici residenziali a Milano: casa Verga (via Sebeto, 1899), Casa Ferrario (via Spadari, 1902-03), casa Bogani, (via Filzi, 1904), casa Mazzucchelli, (viale Monte Grappa, 1905), casa de Micheli, (via Torriani, 1908), case Tensi (via Vivaio, 1909), casa Sormani (corso Lodi, 1909). Casa Ferrario in via Spadari in particulare primeggia per le decorazioni in ferro battuto delle terrazze, realizzate da Alessandro Mazzuccotelli, che danno alla facciata un gusto Stile Liberty. 
La fama di Pirovano è aiutata in questo periodo dalla pubblicazione dei suoi progetti sulla rivista L'Edilizia Moderna. 
Nel 1897 Pirovano vince il concorso pubblico per il Cimitero monumentale di Bergamo, superando nel giudizio della giuria (tra cui Camillo Boito) il progetto dell'affermato architetto Giuseppe Sommaruga. La realizzazione dell'edificio si protrae fino al 1915. Pirovano affidò l'ornato ad Ernesto Bazzarro, tra i più noti decoratori milanesi, ma lo stile Liberty di questi venne presto considerato oltrepassato. 
Ugualmente, nel caso del Cimitero monumentale di Mantova (1906), Pirovano dovette rivedere per due volte (nel 1915 e poi nel 1934) il progetto originale - già vincitore del Premio Reale all’esposizione del Sempione (Milano, 1906) - per via della mutata sensibilità artistica, che giocava a sfavore del gusto eclettico ed Art Nouveau.
A fine carriera, Pirovano si specializza nell'architettura cimiteriale, lavorando ai cimiteri di Mortara e Cremona  e a varie cappelle del cimitero di Bergamo. Sempre a Bergamo, Pirovano si occupa di portare a termine progetti di altri architetti: la casa del Popolo, il teatro Rubini (entrambi del 1906-07), la banca Piccolo Credito, l’altare maggiore per la chiesa di Santa Maria delle Grazie (1907), il mercato ortofrutticolo, oggi parte della Biblioteca Tiraboschi (1910-1916) e la facciata del Palazzo Nuovo (Biblioteca Angelo Maj), del 1928, su piani di Vincenzo Scamozzi. Nel 1922 realizza gli spalti dell'Autodromo nazionale di Monza.

## Opere
- Villa Crespi, Orta San Giulio (1892-94)
- Villa Crespi, Crespi d'Adda, 1893-1894
- Edificio in via Borgonuovo, Milano, 1895-96
- Facciata della Chiesa di Santa Maria al Paradiso, Milano, 1897
- Cimitero monumentale di Bergamo, 1897-1913
- Casa Verga, via Sebeto, 1, Milano 1899
- Casa Verga, via Sebeto, 3, Milano 1899
- Casa Ferrario, via Spadari, Milano, 1902-1904
- Casa Mazzucchelli, viale Monte Grappa, Milano 1905
- Cimitero monumentale di Mantova, 1906
- Casa Bogani, via Filzi, Milano, 1904-1907
- Casa del Popolo (Palazzo Rezzara), Bergamo, 1906-1907[4]
- Teatro Rubini, Bergamo, 1906-07
- Banca Piccolo Credito, Bergamo, 1907
- Altare maggiore per la chiesa di Santa Maria delle Grazie, Bergamo, 1907
- Casa Tensi, via Vivaio, Milano, 1907-1908
- Casa de Micheli, via Torriani, Milano 1908
- Casa Sormani, corso Lodi, 1909
- Mercato ortofrutticolo, Bergamo 1913-1916
- Spalti dell'Autodromo nazionale di Monza, 1922
- Palazzo Nuovo (Biblioteca Angelo Maj), Bergamo, 1928

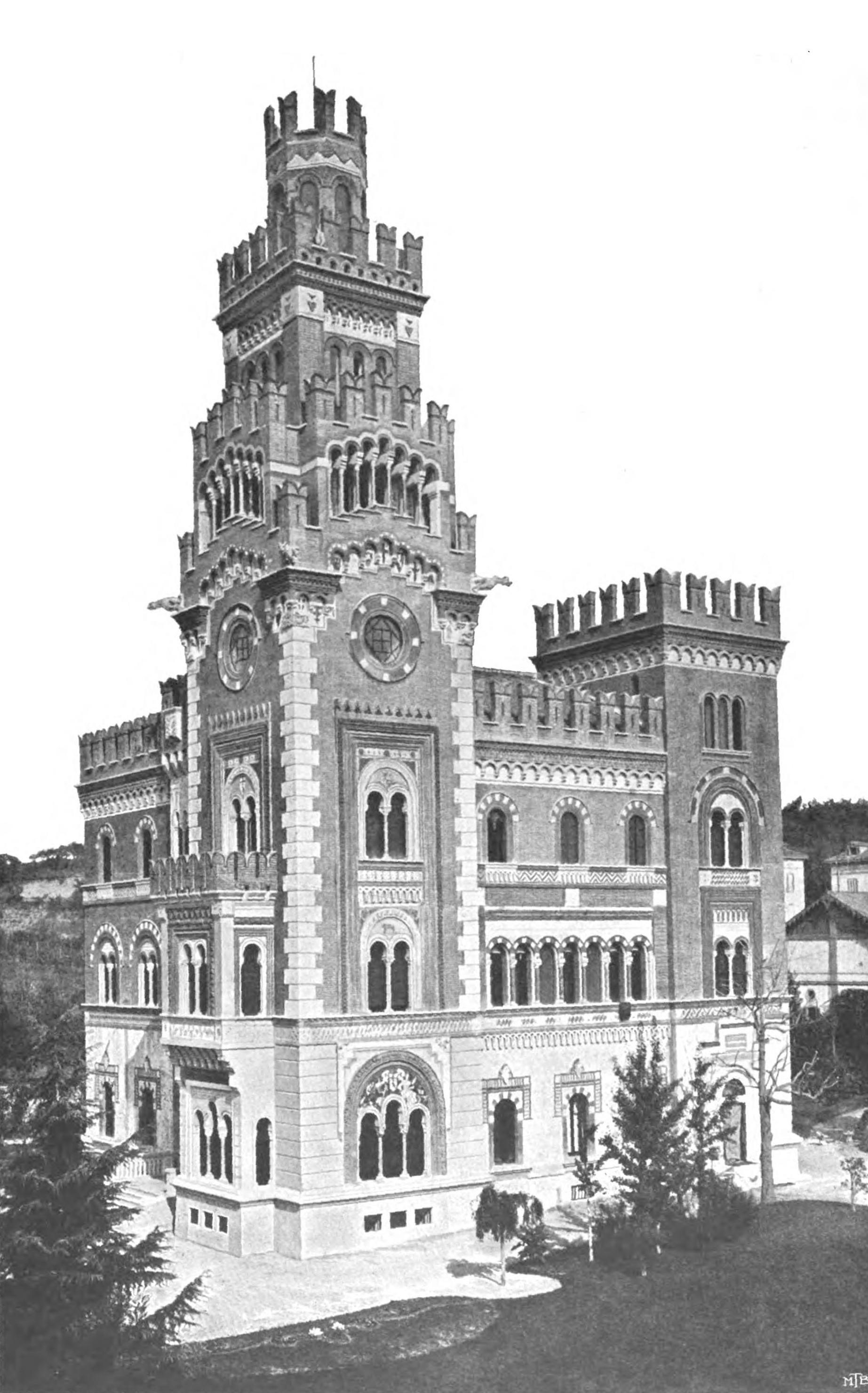
Villa Crespi, 1893-1894
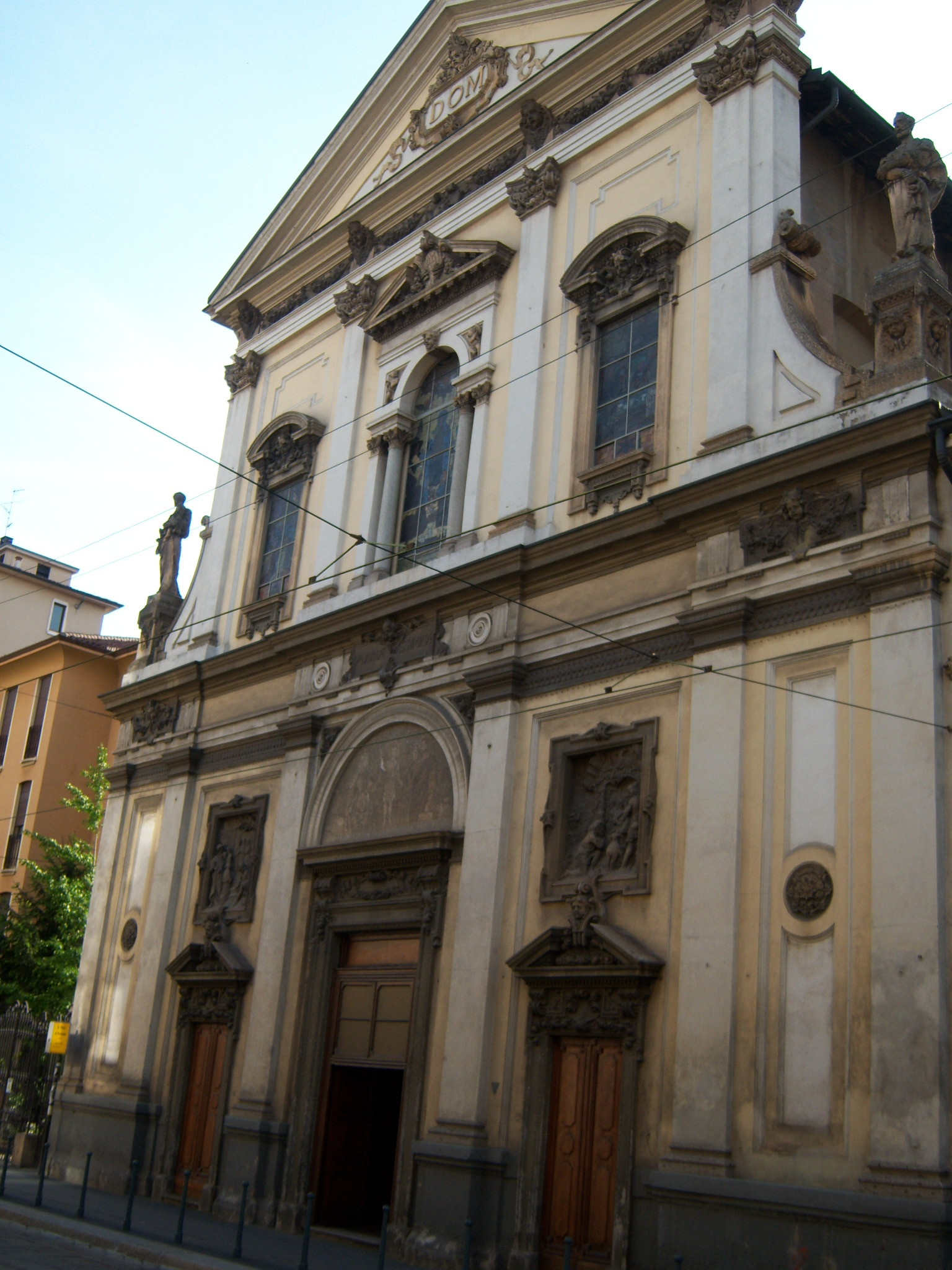
Chiesa di Santa Maria al Paradiso, 1897
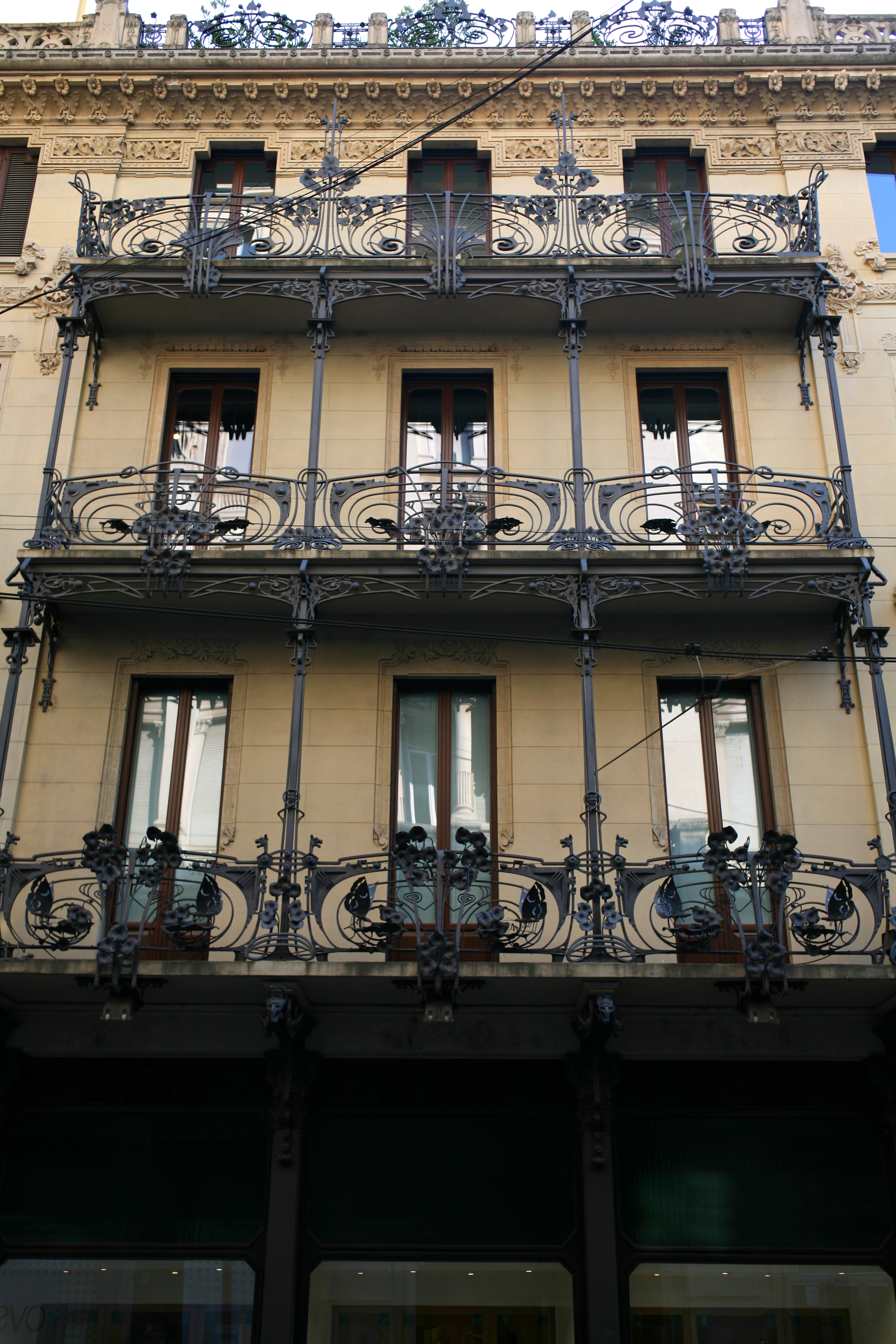
Casa Ferrario, 1904
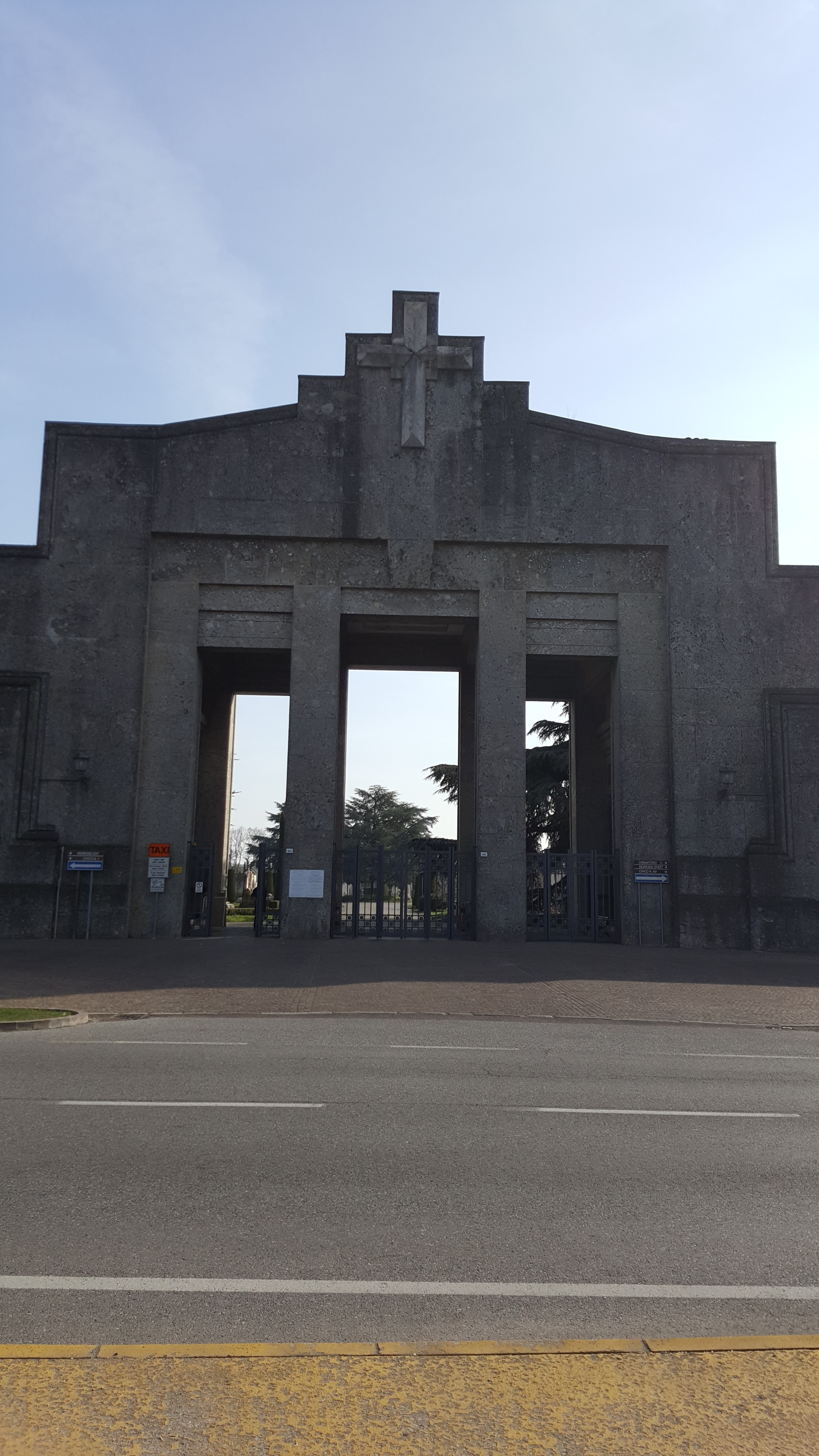
Cimitero monumentale di Mantova, 1906
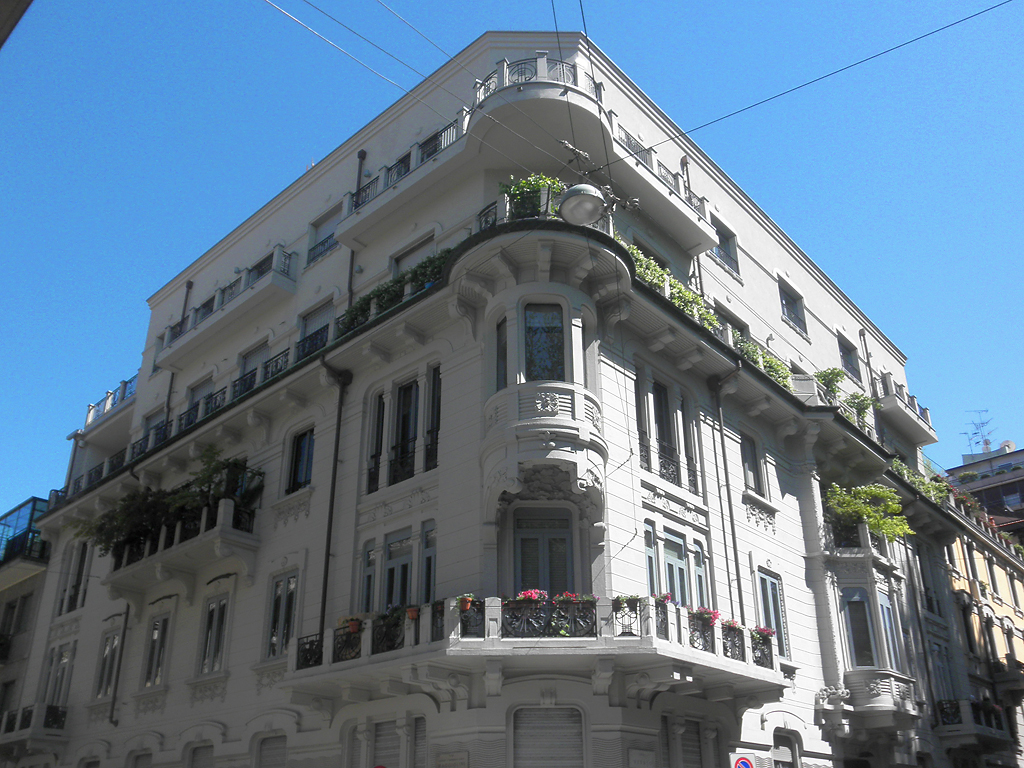
Casa Tensi, 1907-1908
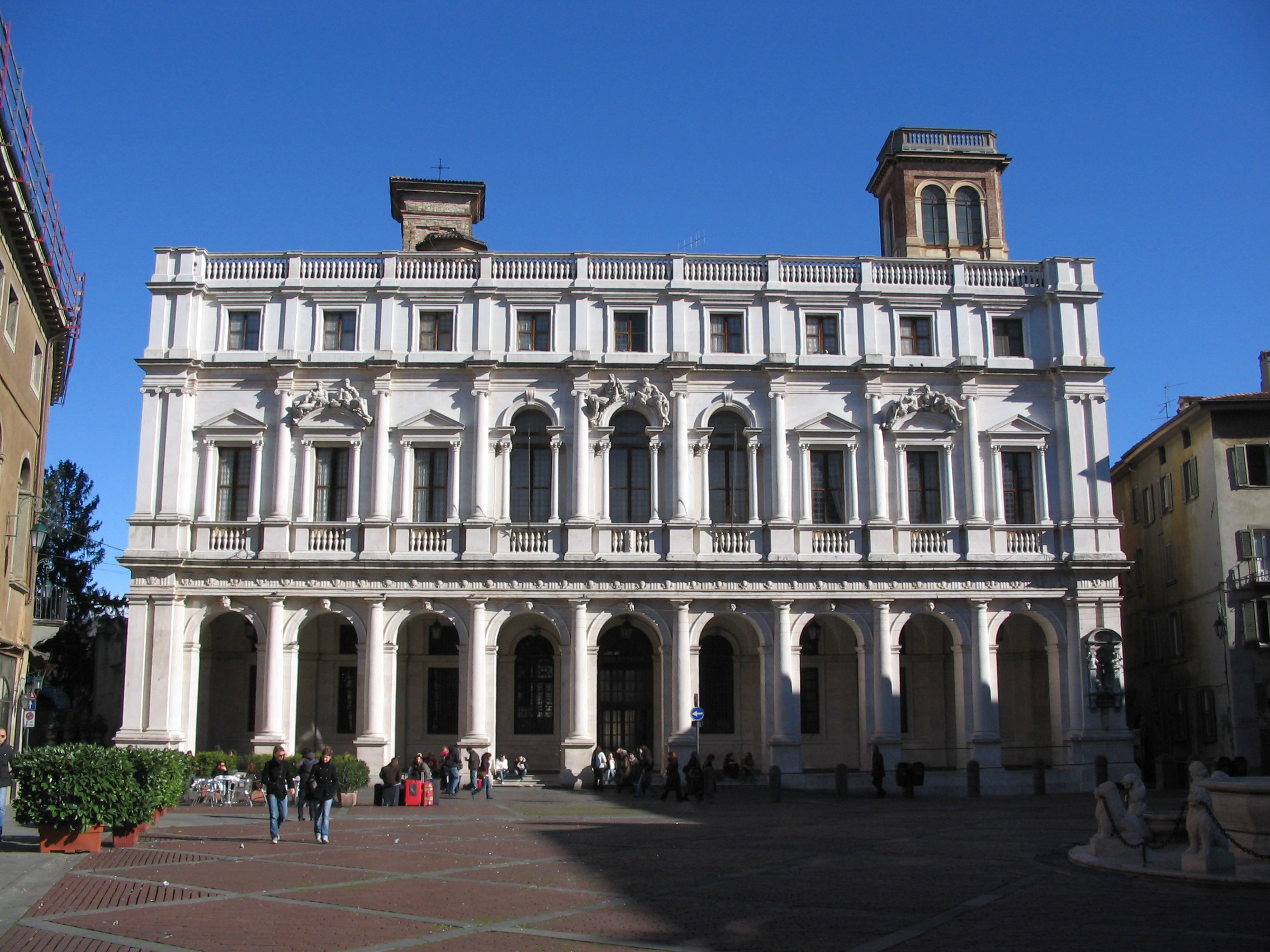
Palazzo Nuovo (Biblioteca Angelo Maj), 1928